# Svetlana Savyolova
Svetlana Ivanovna Savyolova (em russo: Светлана Ивановна Савёлова; Simferopol, 7 de janeiro de 1942 – Moscou, 30 de janeiro de 1999) foi uma atriz russa-soviética de cinema e teatro. Savyolova estrelou sete filmes e depois atuou em peças teatrais. Por conta de seu visual, Savyolova chegou a ser chamada algumas vezes de "Brigitte Bardot russa."

## Vida pregressa
Savyolova nasceu na cidade de Simferopol, área que posteriormente tornou-se parte da República Autônoma Socialista Soviética da Crimeia após ser aderido durante a Segunda Guerra Mundial. Tendo terminado a escola, Savyolova inicialmente planejou uma carreira na medicina. Ela começou a trabalhar em uma drogaria em Sebastopol. Em seus anos de estudante, Savyolova foi casada brevemente com o diretor de cinema Gennadiy Baysak, mas o relacionamento se desfez.

## Carreira no cinema
Savyolova foi descoberta pelo diretor de cinema Yakov Segel, que estava procurando por uma atriz em seu filme Um Adeus às Pombas. Tendo uma dor de cabeça, Segel visitou uma drogaria em Sebastopol, onde Savyolova estava trabalhando. Segel decidiu que era Savyolova quem ele estava procurando e deu-lhe o papel principal da enfermeira Tanya em Um Adeus às Pombas, que se tornou o primeiro trabalho e marcou um avanço de sua carreira de atriz. Ela decidiu adiar a carreira médica e continuou atuando. Em 1968, Savyolova desempenhou o papel principal de Lena Velichko na comédia soviética Sete Homens Velhos e uma Garota. Neste filme, Savyolova foi escolhida sobre outras candidatas, como Natalya Seleznyova e Lyudmila Gladunko.
Ao longo de sua carreira, Savyolova estrelou sete filmes soviéticos: Um Adeus às Pombas (1960), Escute! (1963), Pequena Luz Verde (1964), O Último Vigarista (1966), Um Dia de Sol e Chuva (1967), Sete Homens Velhos e uma Garota (1968) e Ao Longo de Rus. Este último tornou-se o último da carreira de Savyolova, pois ela não recebeu mais nenhum papel.

## Carreira teatral e últimos anos
Em 1965, Savyolova graduou-se no Instituto de Teatro Boris Shchukin e começou a atuar primeiro no Teatro Vakhtangov, e depois no Teatro Lenkom. Como atriz de teatro, Savyolova alcançou seu apogeu depois da visita de Mark Zakharov ao Teatro Lenkom. Zakharov encontrou uma linguagem comum com Savyolova e deu-lhe papéis proeminentes. A partir da década de 1980, porém, Savyolova passou a receber menos papéis. No Teatro Lenkom, Savyolova atuou em vários romances mal-sucedidos. Eventualmente ela se empobreceu e vendeu seus apartamentos para viver em outro lugar. Em janeiro de 1999, Savyolova foi encontrada morta, aos 57 anos, em seu apartamento situado em Moscou. A investigação sobre a causa da morte não foi realizada, pois ela não deixou parentes que poderiam ter solicitado tal investigação. Savyolova foi sepultada no cemitério Nikolo-Arkhangelsk em Moscou.